# Chilpachole
El chilpachol o chilpachole es un estofado marinero, también conocido como chile-atole originario de la región del Sotavento, en Veracruz, México, hoy en día extendido por todas las costas del golfo de México. Se prepara a base de pescado o algún marisco, siendo el más tradicional el cangrejo azul, más conocido como jaiba. El caldo se elabora con jitomates, cebolla y algún chile seco (generalmente ancho, chipotle o guajillo), se aromatiza con ajo y epazote, y se espesa con masa. 
Es típico de la Cuaresma, cuando los platos de carne dejan lugar a los pescados y mariscos. Se considera un clásico de la gastronomía veracruzana, y se dice que su origen se encuentra en el soupe aux fruits de mer, una sopa de marisco de la cocina francesa. A diferencia de su versión francesa, el chilpachole no suele incluir verduras. En cambio, sí incluye masa, lo que le confiere una consistencia similar a un atole. Famosamente , el chilpachole se recomiendan para  personas que sufren resaca (llamada coloquialmente «cruda» en México) tras una noche de fiesta.
Se sirve preferentemente como plato fuerte, aunque también se encuentra como plato entrante o en algunas cantinas incluso como botana.

## Terminología
Según Francisco Javier Santamaría, el nombre proviene del náhuatl chilli, «chile», y patzolli, «cosa enmarañada» o «revuelta».

## Variaciones
Se usan diferentes variedades de chiles secos, principalmente chile ancho, chile chipotle o chile guajillo, o bien una combinación de dos o tres de ellos. Algunas recetas también incluyen chile de árbol o chile chilpaya (piquín), que es más picante.
El sazonador más típico para aromatizar el chilpachole es el epazote; pero algunas recetas también incluyen pimienta, canela, o limón.
El pescado usado preferiblemente será un pescado blanco como la tilapia. En cuanto a mariscos, se pueden usar camarones, vieiras, mejillones o almejas. Una manera eficaz de enriquecer el caldo es usando el mismo caldo de las almejas o mejillones, o un caldo de pescado. 
También se pueden agregar chochoyotes (bolitas de masa).